# Sanità pubblica veterinaria in Italia
In Italia, l'area di sanità pubblica veterinaria afferisce, a livello locale, al dipartimento di prevenzione delle aziende sanitarie locali ed è articolata in tre strutture dotate di autonomia tecnico-funzionale e organizzativa: sanità animale, igiene degli alimenti di origine animale e igiene degli allevamenti e delle produzioni zootecniche.
Il servizio veterinario è stato riorganizzato in Italia con la legge n. 833/1978 nell'ambito del servizio sanitario nazionale.

## Sanità animale
Il settore si occupa principalmente di:
- profilassi, controllo ed eradicazione di malattie infettive animali;
- sorveglianza epidemiologica;
- anagrafe animale;
- polizia sanitaria;
- lotta al randagismo e controllo sulla popolazione canina e felina;
- certificazione e istruttoria per: importazione/esportazione di animale da reddito, d'affezione e selvatici;
- certificazioine sanitarie per l'autorizzazione per l'invio al macello di animali;
- certificazione di origine e sanitaria per l'alpeggio, la transumanza e il pascolo vagante;
- educazione ed informazione veterinaria;
- controllo sulle produzioni apistiche.

## Igiene degli alimenti di origine animale
Il settore si occupa principalmente di:
- ispezione sanitaria di tutti gli animali macellati;
- controllo degli stabilimenti di produzione, trasformazione e deposito;
- controllo in fase di commercializzazione e somministrazione degli alimenti di origine animale;
- ispezione sanitaria degli alimenti di origine animale;
- gestione delle emergenze e degli stati di allerta sanitari;
- prelievo di campioni per il monitoraggio in base ai piani nazionali e regionali;
- controllo degli import da paesi Ue ed extra Ue;
- export degli alimenti di o.a. verso i paesi III

## Igiene degli allevamenti e delle produzioni zootecniche
Il servizio si occupa principalmente di:
- controllo della produzione di latte in allevamento;
- controllo degli stabilimenti di produzione di latte e prodotti a base di latte (formaggi, ricotta, ecc.);
- farmaco sorveglianza;
- controllo del benessere degli animali;
- controllo della produzione e vendita dei mangimi semplici e composti;
- gestione delle emergenze riguardanti i mangimi;
- controllo dell'igiene degli allevamenti;
- controllo della riproduzione animale;
- controllo della raccolta, trasporto e trasformazione dei prodotti e sottoprodotti di origine animale.

## Legislazione di riferimento
- Legge 23 dicembre 1978, n. 833 (Istituzione del servizio sanitario nazionale)
- D.Lgs. 30 dicembre 1992, n. 502 (Riordino della disciplina in materia sanitaria)
- D.Lgs. 7 dicembre 1993, n.517